# Нижегородская государственная консерватория имени М. И. Глинки
Нижегоро́дская госуда́рственная консервато́рия им. М. И. Гли́нки — российская консерватория, расположенная в Нижнем Новгороде. В настоящее время представляет собой один из центров музыкальной культуры России и крупнейший центр музыкальной культуры Приволжского федерального округа.

## История

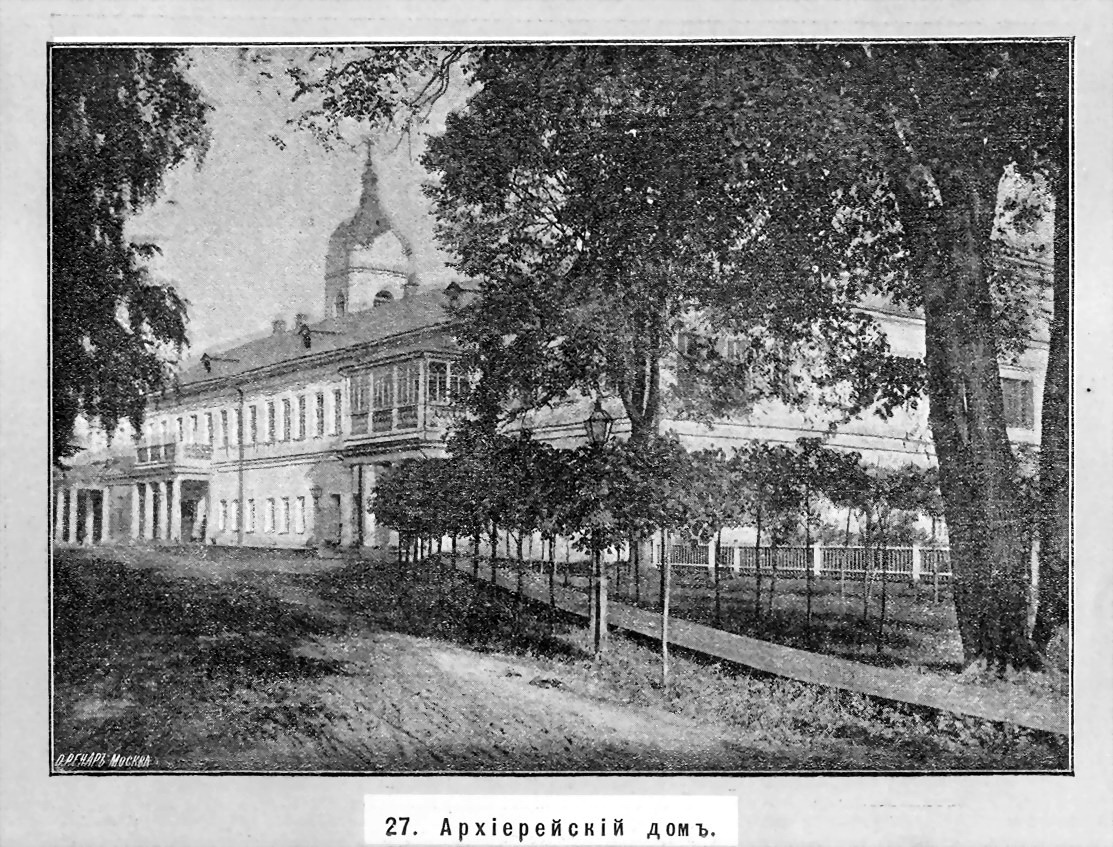
Здание бывшего архиерейского дома на дореволюционной фотографии конца XIX века

Нижегородская государственная консерватория (Горьковская до 1990 г.) была основана в 1946 году. Первыми педагогами консерватории стали известные музыканты — выпускники Московской и Санкт-Петербургской (Ленинградской) консерваторий И. В. Способин, А. П. Стогорский, Б. С. Вепринский, А. А. Касьянов, Н. Н. Полуэктова, С. Л. Лазерсон, А. Л. Лазерсон, М. В. Тропинская, Д. В. Житомирский, М. С. Пекелис, Г. Р. Гинзбург, Я. В. Флиер, Я. И. Зак, В. П. Португалов, В. А. Щербинин, А. В. Броун, О. К. Эйгес, Б. С. Маранц, А. А. Нестеров, И. Б. Гусман, И. И. Кац.
Первым ректором консерватории был авторитетный музыкально-общественный деятель А. А. Коган. С 1950 по 1972 годы консерваторией руководил замечательный пианист и музыковед Г. С. Домбаев, благодаря инициативам которого консерватория вошла в число ведущих музыкальных вузов страны.
Признанием заслуг консерватории стало присвоение ей в 1957 году имени М. И. Глинки. К шестидесятым годам в вузе сложились свои музыкальные традиции и педагогические школы, создана система послевузовского образования (1965). В это время осуществляются строительство студенческого общежития, перестройка здания консерватории. В 1960 году немецкая фирма «Александр Шуке» установила в Большом концертном зале консерватории орган. Органный класс возглавляла известная в стране и за рубежом органистка, заслуженная артистка РФ, профессор Г. И. Козлова. С 1962 года Горьковская консерватория — активный участник фестивалей современной музыки, среди которых — монографический фестиваль творчества Д. Д. Шостаковича (1964).
Более двух десятилетий (1972—1993) ректором консерватории работал композитор, народный артист РФ, профессор А. А. Нестеров. В 70-е годы в Большом концертном зале консерватории впервые в СССР прозвучали некоторые произведения Шнитке, духовная музыка Рахманинова, Чеснокова, Кастальского, произведения современных западных композиторов.
В 1994 г. коллектив консерватории избирал ректором дирижера, профессора Л. К. Сивухина.
С 1996 г. по 2017 год Нижегородскую консерваторию возглавлял профессор Э. Б. Фертельмейстер. В 2005 году вуз получил статус академии.
В 2003 году при консерватории был открыт диссертационный совет К 210.030.01.

## Ректоры
- Коган Александр Абрамович (1946—1950)
- Домбаев Григорий Савельевич (1950—1972)
- Нестеров Аркадий Александрович (1972—1993)
- Сивухин Лев Константинович (1994—1996)
- Фертельмейстер Эдуард Борисович (1996—2017)
- Гуревич Юрий Ефимович (с 2018)

## Учебный процесс
В 2006 году в консерватории обучалось более 700 студентов и аспирантов, работал 141 преподаватель, в том числе 18 профессоров и 51 доцент. Общая численность профессорско-преподавательского состава на начало 2010 года составила 215 человек. В их числе — 62 профессора и доктора наук, более 100 доцентов и кандидатов наук.

### Факультеты
- Фортепианный факультет
- Оркестровый факультет
- Факультет народных инструментов
- Дирижерский факультет
- Вокальный факультет
- Композиторско-музыковедческий факультет
- Факультет дополнительного образования и повышения квалификации

### Кафедры
- Специального фортепиано
- Камерного ансамбля
- Концертмейстерского мастерства
- Струнных инструментов
- Деревянных духовых инструментов
- Медных духовых и ударных инструментов
- Народных инструментов
- Сольного пения
- Музыкального театра
- Оперной подготовки, оркестрового и оперно-симфонического дирижирования
- Хорового дирижирования
- Композиции и инструментовки
- Теории музыки
- Истории музыки
- Музыкальной журналистики
- Музыкальной звукорежиссуры
- Музыкально-информационных технологий
- Кафедра фортепиано
- Кафедра иностранных языков
- Кафедра педагогики и методики музыкального образования
- Кафедра философии и эстетики

### Секции
- Секция органа и клавесина
- Секция физвоспитания и безопасности жизнедеятельности

### Коллективы
- 2 симфонических оркестра
- Оркестр русских народных инструментов (художественный руководитель и дирижер — профессор кафедры народных инструментов С. И. Степанов)
- Оркестр баянов и аккордеонов (художественный руководитель и дирижер — доцент кафедры народных инструментов В. В. Пеунов)
- Смешанный хор (художественный руководитель и дирижер — профессор И. М. Стольников)
- Унисон балалаечников (руководитель — профессор С. П. Малыхин)
- Ансамбль старинной музыки «Демество» (руководитель — доцент, кандидат искусствоведения Т. Л. Татаринова)

## Известные преподаватели
См.: Преподаватели Нижегородской консерватории

## Известные выпускники
См.: Выпускники Нижегородской консерватории